# Ipê
Ipê är en kommun i Brasilien.   Den ligger i delstaten Rio Grande do Sul, i den södra delen av landet, 1 500 km söder om huvudstaden Brasília. Antalet invånare är 6 017. Arean är 600 kvadratkilometer.
Terrängen i Ipê är kuperad åt sydväst, men åt nordost är den platt.
I omgivningarna runt Ipê växer huvudsakligen savannskog. Runt Ipê är det glesbefolkat, med 13 invånare per kvadratkilometer.